# Cascada
Cascada é um grupo alemão do gênero eurodance e trance, mais conhecido pelo seu hit "Everytime We Touch" - que liderou as paradas mundiais em 2006 e quebrou inúmeros recordes -, seguido por diversos outros, como "Truly, Madly, Deeply", "What Hurts The Most" e "Evacuate The Dancefloor", tornando Cascada um dos grupos mais bem-sucedidos de música dance e eletrônica no Reino Unido e Europa continental durante a década de 2000. É constituído por três integrantes: Natalie Horler (vocalista), DJ Manian (DJ/produtor) e Yann Pfeiffer, também conhecido como Yanou (DJ/produtor). Alguns projetos de sucesso do produtor DJ Manian, integrante do grupo, são "Tune Up!", "Scarf!", "Akira" e "Diamond".

## Carreira musical

### Primeiros anos (2004 - 2005)
Aos 17 anos, Natalie Horler trabalhou com vários DJs. Ela fez o vocal da dupla de Dj's 2Vibez na música Sometimes, que foi realizada em Outubro de 2004. Horler acabou por conhecer Yann Pfeiffer (Yanou) e Manuel Reuter (Dj Manian). Originalmente o nome do grupo era Cascade, mas devido a conflitos judicias já que outro artista tinha um nome parecido eles mudaram para Cascada.
Após os conflitos eles produziram seu primeiro single Miracle e em seguida Bad Boy na Alemanha.
Ambas músicas chamaram a atenção da Robbins Entertainment. O grupo fez contrato com a Robbins e Miracle foi realizado em 2004.
Mesmo não atraindo tanta atenção, Cascada "ofereceu" a música "Everytime We Touch".

### Everytime We Touch(2004 - 2007)
Após uma experiência principal (com sucesso) no Reino Unido e Estados Unidos, quase um ano após da liberação do segundo hit americano "Everytime we touch" a música ganhou os certificados de platina e ouro. Logo após a popularidade do único mega-hit o álbum foi feito e lançado rapidamente (em questão de meses) e um clip para a música ETWT também foi realizado.
Ao todo, oito singles foram liberados do CD, sendo que 4 deles foram liberados no Reino Unido; "Everytime we touch" (#2), "Truly Madly Deeply" (#4) (originalmente gravado por Savage Garden), "Miracle" (#8) e " A Neverending Dream" (#46).
O álbum Everytime we touch foi um sucesso excepcional no Reino Unido, tanto na popularidade quanto nos gráficos onde se manteve nos top 40 vinte e quatro semanas, atingindo o maximo de #2.O álbum também teve seu sucesso no E.U.A.
Em 2008, o sucesso do álbum de estréia rendeu a eles dois World Music Awards.

### Perfect Day(2007 - 2008)
Natalie Horler anunciou que o grupo estava trabalhando no segundo álbum em uma entrevista e em seguida no MySpace oficial do grupo.
O álbum foi lançado no final de 2007 no Reino Unido, e no primeiro trimestre de 2008 para outros países.
O single mundial "What Hurts The Most" foi anunciado em 2007 e realizado em 2008. O single foi um sucesso atingindo o topo de listas em vários países. A Alemanha e o Reino Unido acompanharam uma "novela" da música "What Do You Want From Me", que a princípio se chamaria "Tell Me Why" e acabou virando segundo single.
O terceiro single, "Because The Night", foi lançado oficialmente no YouTube no dia 28 de maio de 2008, e o single foi liberado no final de julho na Europa.
Em 30 de junho de 2008, foi anunciado que o segundo single americano seria "Faded", que só aparece na versão americana do CD Perfect Day.
No Reino Unido, foi anunciado que o "Perfect Day Platinum Edition", o qual seria liberado em 20 de outubro de 2008, que teria as faixas lançadas na versão norte-americana de Perfect Day, mais um DVD com apresentações da Clubland Tour 2008 (onde o grupo foi atração principal), músicas e clipes favoritos e uma entrevista exclusiva com Natalie Horler, uma galeria de fotos e uma versão acústica de Another You no estúdio com Yanou. Essa notícia foi destaque em vários sites, porém o DVD foi cancelado já que as gravadoras decidiram não lançar por motivos ainda não revelados.
No início de 2009, as faixas ao vivo que seriam utilizados no DVD foram mostrados na Clubland TV, com performances de outros artistas que também participaram da turnê. Horas depois os vídeos foram colocados no YouTube. Em 17 de fevereiro de 2009, a música "Perfect Day" foi liberada nos E.U.A como Maxi Single (iTunes). "Because The Night" não foi lançado no E.U.A e no Canadá, por isso "Faded" substituiu novamente o lançamento nos dois países.
Alguns rumores se espalharam a respeito que "Runaway" seria lançado como single, porém tudo foi desmentido pelo grupo tempos depois.

### Evacuate the Dancefloor(2008 - 2009)
Em 10 de abril de 2008, Natalie Horler anunciou no seu blog oficial que brevemente começariam a trabalhar no 3° CD. Lá ela afirmou que o álbum seria lançado em 2009.
Os rumores começaram quando Jo Whiley no seu programa de rádio anunciou que Chris Martin (do Coldplay) iria trabalhar com o Cascada. Na seção Q & A, Nat afirmou que o rumor era falso e que não sabia de onde havia iniciado tal rumor.
Na mensagem de natal em 2008 dizendo que estariam a tona novamente em 2009 com novos vídeos e o novo CD.
Segundo um artigo no jornal, Alistar Griffin contribuiu com uma música no 3°CD.
Yanou, confirmou que o primeiro single seria realizado em junho e declarou que não haveria covers no 3° álbum.
Em 25 de abril de 2009, Nat afirmou no seu blog que estavam gravando um vídeo em LA para o novo single. Ela também declarou que todos da equipe estavam ansiosos para o lançamento do single e do álbum já que o CD estava concluído.
O álbum foi intitulado de "Evacuate the dancefloor", tendo previsão de lançamento para dia 6 de julho, seu single de mesmo nome será lançado uma semana antes, dia 29 de junho.
Na sexta-feira as 18:32 no dia 15 de maio, o novo single teve sua primeira aparição na BBC inglesa, Radio 1. Várias copias foram, em questão de minutos, colocadas no youtube mas todas tiradas devido a lei de direitos autorais. A canção é um novo estilo, comparando com que o Cascada já tinha feito antes. No domingo o premier do vídeo no site do Clubland foi cancelada, devido a problemas com o transporte de LA para Grã-Bretanha. Assim a Clubland pediu desculpa a todos os fãs que esperavam ansiosamente pelo clip e anunciaram que na segunda (18 de maio) o clip seria lançado. 
A música teve a participação do rapper Carlprit.
Em 17 de Julho foi anunciado que o grupo seria o ato de abertura para a turnê de Britney Spears no O2 World em Berlim, na Alemanha, no dia 26 de Julho.
No dia 29 de Julho, Horler disse no seu twitter que ela filmaria um vídeo no dia seguinte.Em 18 de Setembro o clipe vazou e foi filmado para o single na Alemanha "Fever".
Em um show na Irlanda, Natalie anunciou que o novo single no Reino Unido seria Dangerous. O vídeo foi lançado oficialmente em 17 de Agosto.

### Original Me(2010 - 2011)
Muito se esperava desse álbum e apesar de um período sem qualquer anúncio oficial, foi lançado em 2010 o single “Pyromania”, de forma avulsa. O mesmo deu continuidade ao estilo Electropop apresentado antes. No final do mesmo ano “Night Nurse” foi lançada sem fins comerciais e em meio a noticia de uma operação nas cordas vocais que Horler precisava submeter-se.
Em um documentário produzido por um canal alemão, Yanou fez uma demonstração com a nova música “Enemy” dando mais foco ao futuro álbum do grupo. Com a recuperação da vocalista, que durou até as ultimas semanas de Dezembro, os trabalhos foram intensificados.
Já em Março de 2011 a vocalista viajou para Toronto no Canadá gravar dois clipes para os próximos singles “San Francisco” e “Au Revoir”. Entre diferentes reações o álbum foi lançado e avaliado por muitos. Segundo o próprio grupo a verdadeira intenção era fazer um CD sem a obrigação de fazer um grande hit para consolidar a carreira.
A demora para o lançamento nos E.U.A. deu-se pelo fim do contrato entre o grupo e a gravadora Robbins Entertainment, que divulgaram ter sido uma separação amigável e que o motivo seria uma diferença de criatividade por ambas as partes.

### The Best of CascadaeAcoustic Sessions(2012 - 2013)
Em 16 de março de 2012, estreou na Alemanha o clipe da música "Summer of Love", que foi lançado  em 30 de março, junto com o álbum de compilações chamado "Back on the Dancefloor".
Em 22 de junho de 2012, foi lançado na Alemanha e nos Estados Unidos um clipe com Natalie cantando um cover da música "The Rhythm of the Night", da banda Corona. A estreia do clipe ocorreu também na página do Cascada no Facebook, no mesmo dia.
Em 30 de novembro de 2012, o álbum "It's Christmas Time" foi lançado digitalmente pela Zooland Records, com 11 músicas conhecidas de Natal e uma escrita especialmente para esse álbum, chamada "Somewhere at Christmas Time". Nele, Natalie fez uma parceria com seu pai, David Horler, em 2 faixas.
Em 8 de fevereiro de 2013, Cascada lançou o single "Glorious", que competiu antes no Eurovision Song Contest 2013, e em 29 de março lançou o álbum de hits "The Best of Cascada". Em 2 de agosto, Cascada lançou um segundo single, "The World is in My Hands". Em 1º de novembro foi lançado um álbum chamado "Acoustic Sessions", que traz versões acústicas de hits antigos do grupo e covers de outras músicas, como "You", em que Natalie faz dueto com o cantor sueco Robin Stjernberg, intérprete dessa música.

### "Blink" e "Madness" (2014)
Em 12 de dezembro de 2013, o DJ e produtor alemão CJ Stone revelou que estava trabalhando num remix como próximo lançamento do Cascada. Ele compartilhou com os fãs que o single chamaria "Blink". Em 10 de janeiro de 2014, Natalie postou no Facebook que eles estavam trabalhando no clipe do novo single. "Blink" foi lançada em 28 de março na Alemanha, junto com o vídeo promocional. A faixa foi originalmente gravada pelo grupo pop U.V.U.K. A partir de abril de 2014, "Blink" foi sendo lançada em outros países, como Austrália, França, Reino Unido e Estados Unidos.
Em 7 de setembro de 2014, Cascada revela que seu novo single, "Madness", apresentando o rapper inglês Tristan 'Tris' Henry, será lançado em 26 de setembro. O single foi lançado no iTunes nesse dia, e alguns dias depois teve seu clipe divulgado no Facebook e também no Youtube.

## Discografia

### Álbuns de estúdio
| Álbum                   | Detalhes do Álbum                                                                                | Melhores posições | Melhores posições | Melhores posições | Melhores posições | Melhores posições | Melhores posições | Melhores posições | Melhores posições | Melhores posições | Vendas                                | Certificações                            |
| Álbum                   | Detalhes do Álbum                                                                                | ALE               | AUS               | AUT               | FRA               | IRL               | HOL               | SUI               | RU                | US                | Vendas                                | Certificações                            |
| ----------------------- | ------------------------------------------------------------------------------------------------ | ----------------- | ----------------- | ----------------- | ----------------- | ----------------- | ----------------- | ----------------- | ----------------- | ----------------- | ------------------------------------- | ---------------------------------------- |
| Everytime We Touch      | - Lançamento: 21 de fevereiro de 2006 - Formato(s): CD, digital download - Gravadora(s): Zooland | 50                | —                 | 31                | 11                | 1                 | 40                | 48                | 2                 | 67                | - : 2.000.000 - : 600.000 - : 100.000 | - BPI: Platina - IRMA: Ouro - SNEP: Ouro |
| Perfect Day             | - Lançamento: 03 de dezembro de 2007 - Formato(s): CD, digital download - Gravadora(s): Zooland  | 30                | —                 | 16                | 17                | 6                 | —                 | 81                | 9                 | 70                | - : 3.000.000 - : 239.000             | - BPI: Prata - IRMA: Ouro - SNEP: Prata  |
| Evacuate the Dancefloor | - Lançamento: 03 de julho de 2009 - Formato(s): CD, digital download - Gravadora(s): Zooland     | 21                | 58                | 15                | 19                | 15                | 69                | 36                | 8                 | 155               | - : 1.000.000 - : 200.000             | - BPI: Ouro                              |
| Original Me             | - Lançamento: 17 de junho de 2011 - Formato(s): CD, digital download - Gravadora(s): Zooland     | 41                | —                 | 46                | —                 | —                 | —                 | 44                | 24                | —                 |                                       |                                          |